# Славобоже (гміна)
Гміна Славобоже (пол. Gmina Sławoborze) — сільська гміна у північно-західній Польщі. Належить до Свідвинського повіту Західнопоморського воєводства.
Станом на 31 грудня 2011 у гміні проживало 4253 особи.

## Територія
Згідно з даними за 2007 рік площа гміни становила 188.70 км², у тому числі:
- орні землі: 46.00%
- ліси: 47.00%

Таким чином, площа гміни становить 17.26% площі повіту.

## Населення
Станом на 31 грудня 2011:
| Опис     | Загалом | Загалом | Чоловіки | Чоловіки | Жінки | Жінки |
| -------- | ------- | ------- | -------- | -------- | ----- | ----- |
| одиниця  | осіб    | %       | осіб     | %        | осіб  | %     |
| все      | 4253    | 100     | 2144     | 50.41    | 2109  | 49.59 |
| міське   | 0       | 100     | 0        |          | 0     |       |
| сільське | 4253    | 100     | 2144     | 50.41    | 2109  | 49.59 |

## Сусідні гміни
Гміна Славобоже межує з такими гмінами: Білоґард, Ґосьцино, Карліно, Ресько, Римань, Ромбіно, Свідвін.